# The Adriatic Review
The Adriatic Review fue una publicación mensual publicada en Boston, Estados Unidos, por Vatra-The Pan-Albanian Federation of America desde desde septiembre de 1918 hasta octubre de 1919.

## Historia
En septiembre de 1918, Fan S. Noli fundó Adriatic Review en idioma inglés, que fue financiada por la Federación Panalbanesa para difundir información sobre Albania y su causa.
Noli editó la revista durante los primeros seis meses y fue sucedido en 1919 por Constantin Anastas Chekrezi.